# O Príncipe do Egito
The Prince of Egypt (bra/prt: O Príncipe do Egito) é um filme de drama musical animado de 1998 produzido pela DreamWorks Animation; é o primeiro trabalho da DreamWorks a ser realizado com animação tradicional. O filme é uma adaptação do Livro do Êxodo e segue a história bíblica de Moisés desde sua vida como príncipe adotado do Egito até sua missão de salvar os hebreus (seus verdadeiros ancestrais) da escravidão do império egípcio. Dirigido por Brenda Chapman, Steve Hickner e Simon Wells, o filme apresenta canções escritas por Stephen Schwartz e partitura instrumental composta por Hans Zimmer. O elenco original de dublagem é formado por Val Kilmer (como Moisés e Deus), Ralph Fiennes, Michelle Pfeiffer, Sandra Bullock, Jeff Goldblum, Danny Glover, Patrick Stewart, Helen Mirren, Steve Martin e Martin Short.
Jeffrey Katzenberg tinha o desejo de realizar uma adaptação animada do filme Os Dez Mandamentos, de 1956, enquanto trabalhava para a Disney; ele decidiu colocar a ideia em prática após fundar a DreamWorks em 1994. Para realizar esse projeto, a DreamWorks contratou artistas que haviam trabalhado para a Walt Disney Animation e para a então recém-fechada Amblimation, totalizando uma equipe de 350 pessoas de 34 nações diferentes. O filme mescla técnicas de animação tradicional com imagens geradas por computador criadas pelo software da Toon Boom Animation e da Silicon Graphics.
O filme foi lançado nos cinemas em 18 de dezembro de 1998 e em mídia doméstica em 14 de setembro de 1999. Foi recebido com críticas positivas, sobretudo sobre a animação, as músicas e a atuação do elenco de voz. O filme arrecadou mais de US$ 218 milhões em todo o mundo nos cinemas, tornando-se o filme de maior sucesso não produzido pela Disney na época. O sucesso de O Príncipe do Egito originou uma prequela lançada diretamente em vídeo intitulada Joseph: King of Dreams (2000), além de uma adaptação teatral. A música "When You Believe" se tornou um single comercialmente bem-sucedido em uma versão pop interpretada por Whitney Houston e Mariah Carey e venceu o Óscar de melhor canção original; o filme também foi indicado para a categoria de melhor trilha sonora na mesma cerimônia.

## Enredo
No antigo Egito, o faraó Seti, temendo que um alarmante aumento de escravos hebreus pudesse levar à rebelião, ordena que seus guardas matem todos os recém-nascidos hebreus. Temendo pela segurança de seu filho recém-nascido, a escrava Joquebede, junto com seus dois filhos pequenos, Miriam e Aarão, corre para o rio Nilo, onde coloca o seu filho ainda bebê em uma cesta e o deixa na água depois se despedir com uma última canção de ninar. Miriam segue a cesta levada pela correnteza até chegar no palácio do Faraó e testemunha seu pequeno irmãozinho bebê ser adotado pela esposa de Seti, a rainha Tuya, que o nomeia Moisés.
Anos mais tarde, Moisés e seu irmão adotivo Ramessés, herdeiro do trono do Egito, são repreendidos por seu pai por destruir acidentalmente um templo durante uma corrida de bigas. Por sugestão de Moisés, Seti, procurando dar a Ramessés a oportunidade de provar que ele é um jovem responsável, nomeia-o príncipe regente e lhe dá autoridade sobre os templos do Egito. Como tributo, os sacerdotes Hotep e Huy oferecem-lhe uma jovem midianita, Zípora, a quem Ramessés dá a Moisés, nomeando-o Arquiteto-Chefe Real.
Mais tarde naquela noite, Moisés segue Zípora enquanto ela foge do palácio e se encontra com os seus verdadeiros irmãos, agora adultos, Miriam e Aarão; Miriam conta sobre a real origem de Moisés para ele, que inicialmente não acredita. Miriam então canta a canção de ninar de sua mãe, que Moisés se recorda vagamente; perturbado com isso, ele retorna ao palácio, ansioso para voltar ao seu costumado ambiente familiar real. A verdade sobre o seu passado é mais tarde reforçada por um pesadelo e depois finalmente confirmada pelo próprio Faraó Seti, que perturba Moisés afirmando que os hebreus "eram apenas escravos". No dia seguinte, Moisés, ainda atordoado, acidentalmente empurra um guarda real do alto de uma construção egípcia para a morte enquanto tentava impedi-lo de chicotear um escravo idoso hebreu. Horrorizado, Moisés foge e se exila no deserto, apesar dos pedidos de Ramessés para que ele fique.
Após enfrentar uma tempestade de areia no meio do deserto, Moisés segue um camelo portando água até uma pequena aldeia; lá, Moisés defende três garotas jovens de bandidos e depois descobre que elas são irmãs mais novas de Zípora. Moisés é recebido pelo pai de Zípora e sumo sacerdote de Midiã, Jetro. Depois de se assimilar à cultura da aldeia, Moisés se torna pastor de ovelhas e se casa com Zípora. Um dia, enquanto perseguia um cordeiro perdido, Moisés descobre um arbusto ardente, através do qual Deus lhe diz para voltar ao Egito e guiar os hebreus para a liberdade; Deus concede a Moisés seus poderes através de sinais com seu cajado e ensinará a Moisés o que dizer aos egípcios. Moisés e Zípora retornam ao Egito, onde Moisés é alegremente recebido por Ramessés, que agora é faraó com esposa e filho.
Moisés pede à Ramessés a liberação de seu povo e transforma seu cajado em uma cobra egípcia para demonstrar sua aliança com Deus; Hotep e Huy recriam com orgulho essa transformação e também demonstram os poderes dos deuses egípcios para Moisés. Em vez de libertar os hebreus, Ramessés dobra sua carga de trabalho. Moisés inflige nove das dez pragas do Egito, mas Ramessés ainda se recusa a ceder a libertação dos escravos e, contra a advertência de Moisés (prenunciando a última peste), promete nunca libertar os escravos hebreus; Moisés prepara os hebreus para a décima e última praga, instruindo-os a sacrificar um cordeiro e marcar os batentes das portas de suas casas com o seu sangue. Naquela noite, a última praga mata todos os primogênitos do Egito, incluindo o filho de Ramessés, poupando a vida dos hebreus. O faraó finalmente dá permissão a Moisés para libertar os hebreus.
Na manhã seguinte, os hebreus deixam o Egito liderados por Moisés, Miriam, Aarão e Zípora. Chegando à beira do Mar Vermelho, eles avistam Ramessés liderando seu enorme exército; Ramessés ordena seus guerreiros a matar todos os hebreus para se vingar de Moisés. No entanto, um enorme pilar de fogo surge e bloqueia a passagem dos egípcios temporariamente; Moisés então finca seu cajado na água e abre uma passagem no Mar Vermelho. Os hebreus atravessam o fundo do mar pela passagem aberta, enquanto a coluna de fogo que segurava o exército de Ramessés desaparece e os guerreiros entram também na passagem. Todavia, a água do mar se fecha e afoga os soldados egípcios, poupando apenas Ramessés; Moisés, depois de atravessar com segurança o Mar Vermelho junto dos hebreus, se despede mentalmente de seu irmão adotivo, enquanto Ramessés grita enfurecido pelo nome de Moisés em algum lugar isolado do mar. Moisés guia seu povo hebreu até o Monte Sinai e lá recebe os Dez Mandamentos.

## Elenco original
- Val Kilmer como Moisés, um hebreu que foi adotado pelo faraó Seti I e pela rainha Tuya quando foi achado dentro de uma cesta no Rio Nilo.
  - Kilmer também fez a voz de Deus, apesar de não creditado
  - Amick Byram fornece a voz de Moisés durante a canção "All I Ever Wanted"
- Ralph Fiennes como Ramessés, irmão adotivo de Moisés e sucessor direto do reinado de Seti.
- Michelle Pfeiffer como Zípora, filha mais velha de Jetro e esposa de Moisés.
- Sandra Bullock como Miriam, irmã de Aarão e irmã biológica de Moisés.
  - Sally Dworsky fornece a voz de Miriam durante a canção "When You Believe"
  - Eden Riegel fornece a voz de Miriam criança.
- Jeff Goldblum como Arão, irmão de Miriam e irmão biológico de Moisés.
- Danny Glover como Jetro, pai de Zípora e sumo sacerdote de Midiã.
  - Brian Stokes Mitchell fornece a voz de Jetro durante a canção "Through Heaven's Eyes"
- Patrick Stewart como Faraó Seti, pai de Ramessés e pai adotivo de Moisés.
- Helen Mirren como a rainha Tuya, esposa de Seti, mãe de Ramessés e mãe adotiva de Moisés.
  - Linda Dee Shayne fornece a voz de Tuya durante a segunda versão da canção "All I Ever Wanted"
- Steve Martin como Hotep, um dos sumos sacerdotes que serve como assessor de Seti e, posteriormente, Ramessés.
- Martin Short como Huy, o sumo sacerdote assistente de Hotep.
- Ofra Haza como Joquebede, mãe de Miriam e Aaron e mãe biológica de Moisés. Haza também interpretou a canção de sua personagem "Deliver Us" em dezessete outras línguas diferentes para a realização do filme.[7]
- Bobby Motown como o filho de Ramessés que é morto pela décima praga do Egito.

## Produção

### Desenvolvimento
Jeffrey Katzenberg, um dos executivos da Walt Disney, sempre demonstrou interesse em realizar uma adaptação do épico Os Dez Mandamentos (1956). Durante sua gestão na companhia, Katzenberg apresentou a ideia à Michael Eisner, que a recusou. O conceito do filme foi trazido à tona com a criação da DreamWorks SKG em 1994, juntamente com os parceiros de Katzenberg - o diretor Steven Spielberg e o produtor musical David Geffen. Durante a reunião sobre o projeto, Spielberg foi o mais entusiasta, chegando a afirmar: "Vocês têm de fazer Os Dez Mandamentos".
The Prince of Egypt foi escrito em todo o processo de narrativa. Iniciando com um esboço preliminar, as supervisoras de enredo Kellu Asbury e Lorna Cook lideraram uma equipe de catorze artistas de storyboard e roteiristas durante a montagem do filme, sequência por sequência. Uma vez aprovados, os storyboards passaram pelo sistema de edição digital Avid Media Composer, sob a supervisão do editor Nick Fletcher para criar o "carretel de histórias". Esta sequência permitiu aos cineastas avaliar e editar o filme em continuidade antes da produção e também deu base ao layout final. As dublagens tiveram início logo após a seleção do elenco. Os dubladores gravaram suas performances individualmente com a orientação de um dos três diretores em estúdio. As faixas de voz foram o aspecto mais importante da atuação do elenco. Como a exatidão teológica também foi um fator considerado pela empresa, Jeffrey Katzenberg decidiu convocar estudiosos bíblicos, teólogos e líderes cristãos, judeus e islâmicos para delinear a perspectiva da produção e manter o enredo fiel aos relatos originais. O resultado final de produção foi bem recedido pelos especialistas em religião.

### Design e animação
Os diretores de arte Kathy Altieri e Richard Chavez e o produtor Darek Gogol lideraram uma equipe de nove artistas de desenvolvimento visual na criação de um estilo visual para o filme que fosse representativo para a época, a escala e o estilo arquitetônico do Antigo Egito. Parte do processo incluiu pesquisas e coleções de variadas obras de arte, assim como a participação em excursões pelo Egito antes do início da produção.
Os designers de personagens, Carter Goodrich, Carlos Grangel e Nicolas Marlet se empenharam em estabelecer um design e aparência geral aos personagens. Partindo de várias inspirações para os personagens, o time de designers buscou traços mais realistas do que a maioria dos filmes animados de então. Ambas as equipes de design, buscaram estabelecer uma diferenciação entre a fisionomia angular e mais simétrica dos egípcios e a orgânica e natural fisionomia dos hebreus.
A equipe de animação do filme, incluindo 350 artistas de 34 nacionalidades distintas, foi recrutada primeiramente da Walt Disney Feature Animation, que havia conquistado o conceito de Katzenberg enquanto na Walt Disney Company; e da Amblimation, um extinda divisão da Amblin Entertainment de Steven Spielberg. Assim como na Disney, as equipes de animação foram subdivididas por personagem, por exemplo, o animador Kristof Serrand dirigiu uma equipe que desenvolveu o personagem Moisés. Foi também amplamente considerada a retratação das etnias dos egípcios, hebreus e núbios conforme mostrado ao longo do filme.
Há 1.192 cenas no filme, das quais 1.180 contêm trabalhos de efeitos especiais, mais especificamente nas cenas que retratam fenômenos naturais (raios, chuvas, ventos, entre outros). Um misto de animação tradicional e imagens geradas por computador foram aplicadas na sequência das pragas do Egito e na travessia do Mar Vermelho. Os personagens animados foram coloridos digitalmente.

### A voz de Deus
A criação da voz de Deus foi responsabilidade de Lon Bender e da equipe de Hans Zimmer. "O desafiador desta voz foi tentar envolvê-la a algo nunca ouvido antes", declarou Bender. "Fizemos muitas pesquisas sobre vozes para criar algo nunca escutado antes". A solução foi utilizar a voz do ator Val Kilmer, que dublara o próprio Moisés, para sugerir a ideia de uma voz que sai do próprio interior. Como resultado, Kilmer deu voz à Moisés e à Deus.

## Música

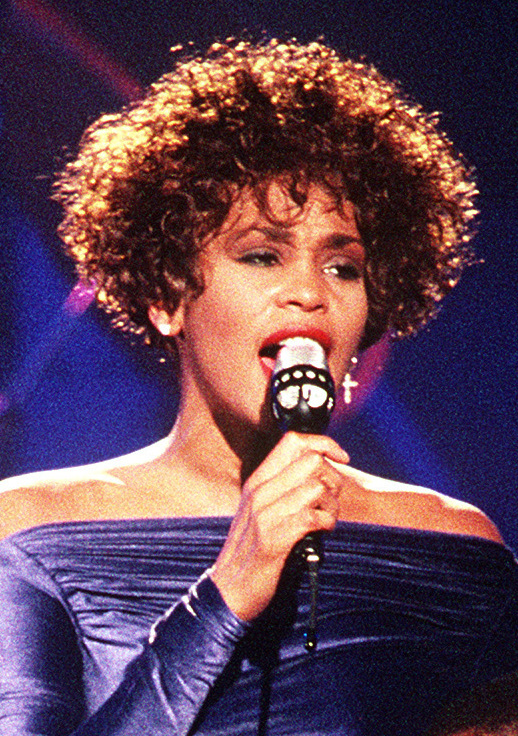
Whitney Houston cantando "Greatest Love of All" durante o concerto televisionado pela HBO.

O compositor e letrista Stephen Schwartz começou a escrever canções para o filme desde o início de sua produção. Conforme a história evoluiu, ele continuou a escrever canções que serviriam tanto para entreter como para ajudar a levar a história adiante. O compositor Hans Zimmer organizou e produziu as canções e depois compôs a trilha sonora instrumental do filme. A partitura do filme foi gravada inteiramente em Londres, Inglaterra.
Três álbuns de trilha sonora foram lançados simultaneamente para O Príncipe do Egito, cada um deles voltado para um público-alvo diferente; foi lançado um álbum com "canções motivacionais" do filme, mas que não foram apresentadas na animação; também foi apresentado um álbum com canções evangélicas compostas no gênero country, além do próprio álbum oficial da trilha sonora do filme (que continha todas as canções apresentadas na história). O álbum oficial da trilha sonora combina elementos da trilha composta por Hans Zimmer e as canções de Stephen Schwartz. A maioria das canções foram "dubladas" por cantores e corais profissionais, como o coral da Catedral de Salisbury, embora algumas outras músicas foram cantadas pelos próprios dubladores do filme, como Michelle Pfeiffer e Ofra Haza. Várias faixas de artistas contemporâneos como K-Ci & JoJo e Boyz II Men também foram adicionadas, incluindo o dueto de Mariah Carey e Whitney Houston em "When You Believe".

## Lançamento
O Príncipe do Egito teve sua premiere na Royce Hall da Universidade da Califórnia em Los Angeles em 16 de dezembro de 1998, com o lançamento comercial nos cinemas ocorrido dois dias depois. Apesar de ser a produção inaugural da DreamWorks Animation, O Príncipe do Egito foi a segunda animação da produtora a ser um lançada nos cinemas, já que Antz, que teve sua produção iniciada depois de The Prince of Egypt, teve seu lançamento nos cinemas antecipado para outubro de 1998. O lançamento internacional ocorreu simultaneamente com o dos Estados Unidos poucos dias depois sob planejamento do chefe de distribuição da DreamWorks, Jim Tharp, que priorizou o lançamento do filme no mundo antes do feriado global de Natal.
A campanha de marketing que acompanhava o filme tinha como objetivo atrair adultos, geralmente avessos a filmes de animação. O merchandising limitava-se a uma linha de livros ilustrados e álbum de figurinhas temáticos do filme. A rede de varejo Walmart serviu como um parceiro promocional e ofereceu em suas lojas nos Estados Unidos uma promoção que valia dois ingressos para O Príncipe do Egito, um livro de histórias e um álbum da trilha sonora do filme.

### Mídia doméstica
The Prince of Egypt foi lançado em DVD e VHS em 14 de setembro de 1999. Os direitos autorais do filme foram assumidos pela DreamWorks Animation quando a empresa se tornou independente da DreamWorks Pictures em 2004; em julho de 2018 os direitos do filme foram repassados para a Universal Pictures depois da aquisição da DreamWorks pela Comcast. Assim como o restante do catálogo da DreamWorks Animation, O Príncipe do Egito está disponível para streaming na Netflix em HD. No entanto, tanto no lançamento do DVD quanto nas versões de streaming foi usada uma versão de 35mm do filme, em vez do uso de arquivos originais para codificação digital do filme; o filme também foi lançado em Blu-ray em 16 de outubro de 2018. A animação também tornou-se disponível no Hulu a partir de janeiro de 2019.

### Televisão
O filme foi exibido pela primeira vez na televisão aberta brasileira em 25 de dezembro de 2002 na Sessão da Tarde da Rede Globo.

## Recepção

### Desempenho comercial
Em seu fim de semana de estréia nos Estados Unidos, o filme arrecadou US$ 14,5 milhões obtendo uma média de US$ 4.658 de 3.118 cinemas, ganhando o segundo lugar nas bilheterias, atrás de You've Got Mail. Devido às festas de fim de ano, o filme ganhou 4% a mais de receita em seu segundo final de semana, faturando US$ 15,1 milhões e terminando em quarto lugar; nesse mesmo fim de semana, o filme obteve uma média de US$ 4.698 de 3.218 cinemas. The Prince of Egypt se manteve bem colocado em seu terceiro final de semana com apenas 25% de queda, arrecadando US$ 11.244.612 por uma média de US$ 3.511 em 3.202 cinemas e mais uma vez terminando em quarto lugar. O filme saiu de cartaz em 27 de maio de 1999 depois de ganhar US$ 101,4 milhões nos Estados Unidos e no Canadá, com um adicional de mais US$ 117,2 milhões no exterior, para um total mundial de US$ 218,6 milhões.
O Príncipe do Egito foi o segundo filme de animação não-Disney a arrecadar mais de US$ 100 milhões nos Estados Unidos depois de The Rugrats Movie da Paramount/Nickelodeon. Manteve-se como o maior longa metragem animado não produzido pela Disney de maior bilheteria até ser ultrapassado em 2000 por A Fuga das Galinhas, da DreamWorks, e manteve-se no topo da lista das maiores bilheterias de filmes de animação tradicional não-Disney até o lançamento de Os Simpsons: o Filme em 2007 (da 20th Century Fox).

### Resposta crítica
O filme tem uma classificação de 79% no Rotten Tomatoes com base em 84 avaliações, com uma pontuação média ponderada de 7/10; o consenso do site diz: "Os impressionantes recursos visuais e a voz de primeira classe de O Príncipe do Egito mais do que compensam o fato de ser mais bem trabalhada do que emocionalmente envolvida". No Metacritic o filme possui uma pontuação média de 64/100 baseado em 26 resenhas.
O crítico Roger Ebert do jornal Chicago Sun-Times elogiou o filme em sua resenha dizendo que "O Príncipe do Egito é um dos filmes de animação mais bonitos de todos os tempos. Ele emprega uma combinação muito bem feita de animação gerada por computador com técnicas de animação tradicional [...] É possível notar também o excelente trabalho dos animadores durante as cenas dos monumentos egípcios, das paisagens solitárias do deserto, da emoção da corrida de bigas e das personalidades dos personagens. Este filme prova que a animação evoluiu e está abraçando mais temas complexos, em vez de encadear-se apenas na categoria de entretenimento infantil". Richard Corliss da revista Time fez uma crítica negativa ao filme, dizendo: "O filme carece de exuberância criativa, de bolsos laterais de alegria". Stephen Hunter, do The Washington Post,  elogiou o filme dizendo: "A maior realização do filme é que ele revisa nossa versão de Moisés para algo mais imediato e crível, mais humanamente cognoscível".
Lisa Alspector, do Chicago Reader, elogiou o filme e escreveu: "A mistura de técnicas de animação de alguma forma demonstra a maestria de forma modesta, enquanto os efeitos especiais são nada menos que magníficos". James Berardinelli do Reelviews elogiou muito o filme dizendo: "A animação em O Príncipe do Egito é verdadeiramente de primeira comparado à qualquer trabalho que a Disney tenha lançado nessa última década". Liam Lacey do The Globe and Mail fez uma crítica negativa e escreveu: "O Príncipe do Egito é espetacular, mas é levado muito a sério". O MovieGuide analisou o filme favoravelmente, dizendo que "O Príncipe do Egito leva filmes animados para um novo nível de entretenimento com sua arte, músicas, história e realização magníficas que contribuem para tornar o filme em uma das obras mais divertidas de todos os tempos."

### Censura
The Prince of Egypt foi proibido em três países onde a população é predominantemente muçulmana: nas Maldivas, Malásia e o Egito, alegando que a representação na mídia dos profetas islâmicos (incluindo Moisés) é proibida no Islã. O filme também foi banido na Indonésia, mas mais tarde foi lançado normalmente no formato Video CD naquele país. O Conselho Supremo dos Assuntos Islâmicos nas Maldivas declarou: "Todos os profetas e mensageiros de Deus são reverenciados no Islã e, portanto, não podem ser retratados em nenhuma adaptação"; após esta decisão, o conselho censor proibiu o filme em janeiro de 1999; no mesmo mês, o Conselho de Censura de Cinema da Malásia proibiu o filme visando "não ofender a maioria muçulmana do país"; o secretário do conselho disse que o órgão censor determinou que o filme é "insensível por motivos religiosos e morais".

## Prêmios e indicações
| Cerimônia                     | Categoria                                                                    | Recipiente(s)                                                        | Resultado                          |
| ----------------------------- | ---------------------------------------------------------------------------- | -------------------------------------------------------------------- | ---------------------------------- |
| Óscar 1999                    | Melhor trilha sonora                                                         | Stephen Schwartz, Hans Zimmer                                        | Indicado                           |
| Óscar 1999                    | Melhor canção original                                                       | "When You Believe" (letra e música de Stephen Schwartz)              | Venceu                             |
| Annie Award                   | Melhor filme de animação                                                     | Penney Finkelman Cox e Sandra Rabins                                 | Indicado                           |
| Annie Award                   | Melhor direção                                                               | Brenda Chapman, Steve Hickner e Simon Wells                          | Indicado                           |
| Annie Award                   | Melhor storyboard                                                            | Lorna Cook (supervisor da história)                                  | Indicado                           |
| Annie Award                   | Melhores efeitos animados                                                    | Jamie Lloyd (Chefe de Efeitos - Sarça Ardente/Décima praga do Egito) | Indicado                           |
| Annie Award                   | Melhor dublagem                                                              | Ralph Fiennes (Ramessés)                                             | Indicado                           |
| Prêmios Critics' Choice Movie | Melhor filme de animação                                                     | Brenda Chapman, Steve Hickner e Simon Wells                          | Venceu (empatado com A Bug's Life) |
| Globo de Ouro                 | Melhor trilha sonora                                                         | Stephen Schwartz, Hans Zimmer                                        | Indicado                           |
| Globo de Ouro                 | Melhor canção original                                                       | "When You Believe"                                                   | Indicado                           |
| Grammy                        | Melhor canção escrita especificamente para um filme ou programa de televisão | "When You Believe"                                                   | Indicado                           |
| Grammy                        | Melhor álbum de trilha sonora                                                | The Prince of Egypt: Music from the Motion Picture                   | Indicado                           |
| Prêmios Satellite             | Melhor filme de animação                                                     |                                                                      | Indicado                           |
| Prêmio Saturno                | Melhor filme de ação, aventura ou suspense                                   |                                                                      | Indicado                           |
| Prêmio Saturno                | Melhor música                                                                | Hans Zimmer                                                          | Indicado                           |

O filme também foi indicado para participar na seguinte lista da American Film Institute:
- 2004: AFI's 100 Years...100 Songs
  - "When You Believe" - Nomeado[45]

## Prequela
Em novembro de 2000, a DreamWorks Animation lançou Joseph: King of Dreams, uma prequela lançada diretamente em vídeo baseado na história de José do Livro de Gênesis. O projeto começou durante a produção de O Príncipe do Egito, empregando as mesmas técnicas de animação do primeiro filme e apresentando o diretor Steve Hickner como produtor executivo. Joseph: King of Dreams é até hoje o único longa animado da DreamWorks a ser lançado diretamente em mídia doméstica.[carece de fontes?]

## Adaptação para o teatro
The Prince of Egypt estreou no TheatreWorks em Mountain View, Califórnia, em 14 de outubro de 2017. O show teve uma estréia internacional em 6 de abril de 2018 na Dinamarca no Fredericia Teater.